# 袁瓌
袁 瓌（えん かい、生没年不詳）は、東晋の官僚。字は山甫。本貫は陳郡陽夏県。

## 経歴
後漢末の郎中令の袁渙の曾孫にあたる。祖父と父は早くに死去した。西晋の末年、袁瓌は弟の袁猷とともに母を連れて戦乱から避難した。長江と淮水の間の県の官を求め、呂県令に任じられた。後に江都に移転し、さらに江南に渡って、琅邪王司馬睿により丹陽県令に任じられた。東晋が建てられると、奉朝請となり、治書御史に転じた。
ときに東海王司馬越の遺体が石勒に焼かれていたが、司馬越の妃の裴氏は、招魂して司馬越の葬儀をおこなうよう、東晋の朝廷に求めた。袁瓌は博士の傅純と議論して、招魂による葬儀は「埋神」といって、おこなうべきではないと意見した。元帝（司馬睿）は袁瓌の意見を容れて、裴氏が招魂によって司馬越を葬るのは許したが、招魂による葬儀じたいは詔を下して禁止してしまった。
袁瓌は廬江郡太守に任じられた。王敦に召されて大将軍諮議参軍となり、まもなく臨川郡太守に任じられた。王敦の乱が平定されると、鎮南将軍の卞敦の下で軍司となった。ほどなく自ら辞職して建康に帰り、会稽を遊歴した。蘇峻の乱が起こると、王舒とともに義軍を率いて起兵し、鎮圧の功績により長合郷侯に封じられた。建康に召還されて散騎常侍に任じられ、大司農に転じた。最後には国子祭酒となり、散騎常侍の位を加えられた。
戦乱の後で儒学が衰退していたことから、袁瓌は学府を開き、博士の諸官を置くよう成帝に上奏し、聞き入れられた。老齢のため引退を申し出て、ほどなく死去した。光禄大夫の位を追贈された。諡は恭といった。
子の袁喬が後を嗣いだ。

## 伝記資料
- 『晋書』巻83 列伝第53